# El Guamúchil, Michoacán de Ocampo
El Guamúchil är en ort i Mexiko.   Den ligger i kommunen Zamora och delstaten Michoacán de Ocampo, i den centrala delen av landet, 300 km väster om huvudstaden Mexico City. El Guamúchil ligger 1 606 meter över havet och antalet invånare är 186.
Terrängen runt El Guamúchil är kuperad åt nordost, men åt sydväst är den platt. Runt El Guamúchil är det ganska tätbefolkat, med 58 invånare per kvadratkilometer. Närmaste större samhälle är Zamora, 11,1 km sydväst om El Guamúchil. I omgivningarna runt El Guamúchil växer huvudsakligen savannskog.